# Günther Molzbichler
Klaus Günther Molzbichler (* 15. Jänner 1953 in Spittal an der Drau) ist ein österreichischer Politiker (SPÖ) und Landesbediensteter. Er war von 2002 bis 2009 Mitglied des Bundesrates.

## Ausbildung und Beruf
Molzbichler besuchte von 1960 bis 1964 die Volksschule und im Anschluss bis 1968 eine Hauptschule. Er erlernte danach von 1968 bis 1972 den Beruf des Elektrikers und besuchte parallel die Berufsschule. Danach leistete er 1972 den Präsenzdienst ab. Beruflich war Molzbichler von 1973 bis 1987 als Elektriker tätig, seit 1987 arbeitet er als Vertragsbediensteter beim Land Kärnten im Straßenbauamt von Spittal an der Drau.

## Politik und Funktionen
Molzbichler wirkte von 1985 bis 1997 als Mitglied des Gemeinderates von Spittal an der Drau und war darüber hinaus langjähriger Stadtparteiobmann-Stellvertreter der SPÖ und im Bezirksparteivorstand der SPÖ Spittal/Drau.
Er engagiert/e sich vor allem bei gemeinnützigen Initiativen und Vereinen im Bezirk Spittal, wie etwa "Die Perle" (Wiedereinsteigerprojekt in den Arbeitsmarkt) oder im Frauenhaus Spittal.
Molzbichler war von 1994 bis 2014 Betriebsratsvorsitzender beim Straßenbauamt Spittal und erreichte dreimal die absolute Mehrheit bei den Personalvertretungswahlen. Darüber hinaus war er Bereichssprecher der Straßenbauämter in Kärnten, Vorsitzender-Stellvertreter der Zentralpersonalvertretung beim Amt der Kärntner Landesregierung, Gewerkschaftsvorsitzender im Öffentlichen Baudienst in Kärnten. Zudem war er gewählter Kammerrat in der Arbeiterkammer Kärnten.
Molzbichler wirkte im Rahmen der FSG als Vorsitzender in der Bundesvertretung Öffentlicher Baudienst, Sektion 24. 
Er gehörte vom 20. Dezember 2002 bis zum 30. März 2009 dem Bundesrat an.

## Auszeichnungen
- Juli 2014: Das große goldene Ehrenzeichen des Landes Kärnten
- Juni 2014: Das silberne Ehrenzeichen für besondere Verdienste der Bundesgewerkschaft Öffentlicher Dienst
- Mai 2014: Das goldene Ehrenzeichen der Bundesfraktion Sozialdemokratischer Gewerkschafter/innen
- Mai 1997: Ehrenurkunde der Stadt Spittal